# غابرييل دياك
غابرييل دياك (بالرومانية: Gabriel Deac)‏ هو لاعب كرة قدم روماني في مركز الوسط، ولد في 26 أبريل 1995 في بيستريتسا في رومانيا. لعب مع كونكورديا كياجنا ونادي بترولول بلويشتي ونادي فولنتاري.

## وصلات خارجية
- غابرييل دياك على موقع قاعدة بيانات كرة القدم.إي يو (الإنجليزية)
- غابرييل دياك على موقع Soccerway.com (الإنجليزية)